# Platja de Tramuntana
La Platja de Tramuntana, o platja des Carnatge, és una platja de Formentera que es troba entre Cala en Baster i es Caló de Sant Agustí, a la zona longitudinal de Tramuntana, la qual dona nom a la platja.
Té una longitud de 2.000 metres i una amplària de 30. La seva composició és de roca, grava. Es caracteritza per tenir un talús de roques i un fons d'arena. És un lloc on no hi ha quasi banyistes locals ni visitants per les seves característiques. L'accés és per carretera i es pot estacionar pels voltants.